# Ranunculus semiverticillatus
Ranunculus semiverticillatus Phil. – gatunek rośliny z rodziny jaskrowatych (Ranunculaceae Juss.). Występuje naturalnie w środkowych częściach Chile i Argentyny. 

## Morfologia
PokrójBylina dorastająca do 8–12 cm wysokości.
LiścieSą nagie, głęboko wcięte. Mają siną barwę. Przypominają liście gatunku Dicentra peregrina. Mierzą 7 cm średnicy. Są słabo rozwinięte w okresie kwitnienia.
KwiatyGłąbik ma fioletowo-purpurową barwę. Na jego szczycie znajduje się jeden lub więcej kwiatów. Każdy kwiat ma 4 cm średnicy lub więcej. Działki kielicha mają fioletową barwę. Mają 5 białych i wąskich płatków, które są dłuższe od działek.

## Biologia i ekologia
Rośnie w miejscach, gdzie zalega śnieg. Występuje na obszarze górskim na wysokości około 4000 m n.p.m. Kwitnie wiosną. 